# Der geheimnisvolle Schatz von Troja
Der zweiteilige Fernsehfilm Der geheimnisvolle Schatz von Troja (internat. Titel: Hunt for Troy) widmet sich in epischer Erzählweise (u. a. nach Motiven des Irving Stone Romans Der griechische Schatz) dem ambitioniertesten archäologischen Projekt des 19. Jahrhunderts – der Entdeckung der antiken Stadt Troja – sowie dessen Finanzier, Heinrich Schliemann.

## Handlung
Heinrich Schliemann, der bereits als Junge von der Schlacht um Troja träumte und den Sagen um Achilles, Hektor und die schöne Helena Glauben schenkt, plant die Ausgrabung der Mauern Trojas in der heutigen Türkei. Von vielen Archäologen, darunter dem einflussreichen Oskar Neumann, wird Schliemann belächelt und als Tagträumer abgetan.
Damit er nicht allein auf die Expedition geht, beschließt der Mittvierziger, die knapp 20-jährige Griechin Sophia Engastromenos zu heiraten, obwohl diese in den gleichaltrigen Demetrios verliebt ist. Obwohl sich beide überhaupt nicht leiden können und von Liebe keine Rede ist, wird die arrangierte Ehe geschlossen.
In der Türkei wird Schliemann mit Problemen aller Art konfrontiert. Er vermutet Troja auf einem Feld, dessen einheimischer Besitzer erst gegen die Bezahlung einer hohen Summe die Ausgrabung erlaubt. Auch hat Oskar Neumann ein Auge auf den Rivalen und lässt den in einem türkischen Gefängnis sitzenden Deutschen Bernsson als Spion in das Lager Schliemanns gehen. Auch überlebt Schliemann nur knapp einen Mordanschlag.
Doch in all der turbulenten Zeit kommen sich auch Heinrich und Sophia immer näher. Aus anfänglicher Abneigung entwickelt sich Liebe. Und als sie gemeinsam den Schatz des Priamos entdecken und nach Deutschland bringen, ist Schliemann am Ziel seiner Träume angelangt.

## Hintergrundinformationen
- Die Dreharbeiten des 8,3 Millionen Euro teuren Zweiteilers fanden sowohl in Deutschland als auch in Kroatien und auf Rhodos statt. In Oberkrämer entstand das größte je in Europa errichtete Filmset, die Ausgrabungsstätte Troja. Für die Konstruktion des 150 × 70 Meter großen Sets benötigte das Ausstattungsteam drei Monate. Dafür mussten 20.000 Kubikmeter Sand zur Verfügung gestellt werden. In Kroatien wurden die in der Türkei spielenden Szenen gedreht, auf Rhodos die Hochzeit des Ehepaares Schliemann.

- Die Szenen am deutschen Kaiserhof entstanden im Schloss Sanssouci bei Potsdam.

- Da die Französin Mélanie Doutey nicht der deutschen Sprache mächtig ist, wurden Szenen mit ihr und Hauptdarsteller Heino Ferch in Englisch gedreht.

- Des Weiteren basiert die Vorstellung, einzig Schliemann hätte um 1870 an ein reales Troja geglaubt, auf dessen eigenen Memoiren. Da von Troja authentische Zeugnisse aus Antike und Frühmittelalter überliefert sind, galt es nie als Mythos; lediglich die exakte Lage war umstritten, doch bereits 1822 schrieb Charles MacLaren eine umfangreiche Abhandlung über die Lage Trojas in Hissarlik. Einige Jahre vor Schliemann begann Frank Calvert als erster mit Ausgrabungen in Hissarlik, zog dann allerdings wegen Geldmangels den wohlhabenden Schliemann hinzu, der zuvor erfolglos in Balli Dag nach Troja gesucht hatte.

## Erzähldramaturgie

Heino Ferch als Heinrich Schliemann 2007

- Trotz der Anstrengungen, die das Filmteam in Bezug auf zeitgenössisch korrekte Ausstattung und Authentizität unternommen hat, sind doch große Teile der Handlung fiktiv, um so ein möglichst hohes Maß an dramaturgisch erzeugter Spannung zu erreichen.

- Die Erzähldramaturgie des Filmes spiegelt Einflüsse aus den Literaturgattungen Epos, Romanze und Erzählung. Die Visualisierung der Motive greift dabei in vielen Szenen auf Bildkompositionen der Europäischen Malerei des 17. – 19. Jahrhunderts, besonders des Orientalismus, zurück, die Filmmusik lehnt sich mit Anklängen an Mozart (Voi avete un cor fedele), Haydn, Smetana (Die Moldau), Tschaikowsky an den Musikgeschmack der dargestellten Zeit an. (siehe auch Kunstrezeption)

- Unterstrichen wird die epische Erzählweise von der rhythmisch gebundenen Sprache aller Hauptfiguren, die durchgängig einem Vierertakt folgt. Unmerklich, aber absichtsvoll, alludiert der Sprachstil hiermit auf den Originalton der Homerischen Ilias, die in gebundenem Versrhythmus verfasst ist.

- Ebenfalls an Homer angelehnt ist die anfängliche Charakterisierung Schliemanns als einen Mann, dessen  Maxime lautet, der Beste und den anderen überlegen zu sein. (Aien aristeuein kai hypeirochon emmenai allon – hier bezogen auf die Richtigkeit seiner eigenen Meinung von der Wahrheit der geografischen Lageangabe in der Ilias für Troja.) Im Verlauf der Filmhandlung erwirbt die Filmfigur Schliemann jedoch die vier Charaktereigenschaften des homerischen Heros. Das sind:  aidós (Respekt und Rücksicht): vor den Rechten der Einheimischen und Arbeiter, vor der Person der Gefährtin Sophia, éleos (Mitleid): mit den kranken Arbeitern seines Lagers, kléos (Ruhm): mit dem Schatz des Priamos und timé (Ehre): vor der Gelehrtenschaft der Akademie zu Hause in Berlin.

## Ausstrahlung in Deutschland
Die Erstausstrahlung im Free-TV erfolgte am 19. und 20. März 2007 zur Primetime auf Sat.1. Den ersten Teil des Films verfolgten 5,37 Millionen Zuschauer bei 16,2 Prozent Marktanteil. In der werberelevanten Zielgruppe lag der Marktanteil bei 17,8 Prozent durch 2,39 Millionen Zuschauer. Der zweite Teil wurde von 5,04 Millionen Zuschauern gesehen (15,5 Prozent Marktanteil), 2,13 Millionen waren es in der Gruppe der 14- bis 49-Jährigen (15,8 Prozent Marktanteil).

## Kritiken
„Der aufwändig inszenierte, aber langweilig bis kitschig fotografierte und plump inszenierte Fernseh-Film versieht eine der größten archäologischen Entdeckungen mit etlichen dekorativ-abenteuerlichen Facetten.“

"Drehbuch und Regie liefern eine ironiefreie, peinlich pathetische und naive Räuberpistole mit Herz-Schmerz-Einlagen ab. Dem Schliemann-Paar, seinen archäologischen und erotischen Verwicklungen trieft in jeder Sekunde der mühsame Drang, das Publikum bei der Stange zu halten, aus allen Poren."
"Die Verkörperung des Archäologen Heinrich Schliemann (1822–1890) war ein lang gehegter persönlicher Wunsch des Mimen; über fünf Jahre verfolgte er das Projekt, bis der millionenschwere, in Brandenburg, Rhodos und Kroatien gedrehte Zweiteiler umgesetzt wurde.
Produziert von den Event-Fachkräften der Firma TeamWorx und in Szene gesetzt von Regisseur Dror Zahavi, (..), spult die Handlung genauso ab, wie man das erwarten durfte: Rötlich-goldgelb schimmert in "Indiana Jones"-Manier die Schatzsuche, eine ununterbrochene orchestrale Soundsoße liegt über der Expedition, und der Nickelbrille tragende Forscher wird zwar mit Ansätzen zur Ambivalenz durchaus als Egomane gezeigt, aber natürlich doch mit ausreichend großem Sympathiefaktor ausgestattet, um als Identifikationsfigur für zweimal 90 Minuten durchzugehen."
"Heino Ferch gibt Schliemann durchaus als zwiespältige Figur: Als zielstrebigen Geschäftsmann und Selbstvermarkter, der auch nicht davor zurückschreckt, die eigene Biographie zu schönen, der Geld mit Waffengeschäften macht, um seinen Traum zu verwirklichen: Das homersche Troja zu finden. Und er gibt ihn als Macho: Der zweifach geschiedene Schliemann kauft sich eine 19-jährige Griechin und heiratet sie gegen ihren Willen. Auch hier – wie in den anderen Geschichtsfilmen wie "Der Tunnel" oder "Das Wunder von Lengede" – beweist der 43-jährige Ferch nicht nur seine schauspielerische Perfektion, der ehemalige Kunstturner und leidenschaftliche Reiter zeigt sich auch von seiner sportlichen Seite." Hans-Ulrich Pönack für Deutschlandradio.de
"Der Zweiteiler von Regisseur Dror Zahavi – er arbeitete mit Ferch und Sat.1 bereits bei "Die Luftbrücke" zusammen – geht unmittelbar auf eine Anregung des gefragten Schauspielers zurück, der sich diese sperrige Figur kongenial zu Eigen macht. Heino Ferch stellt dabei unter Beweis, dass er ein ausgezeichneter Reiter und Schwimmer ist – was den Abenteueraspekt verstärkt und für schöne Bilder (Kamera: Gero Steffen) sorgt.
Insgesamt wird Schliemann nur wenig verklärt. Sein Chauvinismus wird in Don Bohlingers Drehbuch genauso thematisiert wie sein brachiales Vorgehen bei Ausgrabungen und die Einseitigkeit seiner Interpretationen der Funde. Dass man trotzdem mit ihm mitlebt und -gräbt, ist neben Ferchs Darstellung vor allem Mélanie Doutey ("Clara Sheller") zu verdanken, die Schliemanns Ehefrau Sophia mit viel Eigensinn, Herz, Verstand und einem zupackenden Wesen verkörpert.
Nach einem kurzen Prolog, der die Begeisterung des jungen Heinrich für die Troja-Sage erzählt, setzt der von Zahavi souverän und teilweise mit Kinobildern erzählte Zweiteiler ein, als der erwachsene Schliemann einen neuen Lebensabschnitt beginnt, in dem er nicht nur Troja finden will, sondern sich auch eine neue Ehefrau sucht.
Die erste Begegnung zwischen Schliemann und Sophia ist eine der schönsten Szenen des ersten Teils, in der anklingt, dass die Ehe von teils erbitterten, teils humorvollen Wortgefechten der beiden geprägt sein wird." Filmkritik (sw) auf kino.de

## Unterschiede zwischen Realität und Fiktion
Der Film richtet sich frei nach dem Leben des Heinrich Schliemann.
- Es gab kein Attentat auf Heinrich Schliemann, ebenso wenig gab es Konflikte mit Räubern, Saboteuren oder gar Spionen.

- Oskar Neumann, der intrigante Rivale von Heinrich Schliemann, ist eine fiktive Figur. Angelehnt scheint die Figur des Oskar Neumann an den Berliner Althistoriker und Archäologen Ernst Curtius, welcher beste Beziehungen zum preußischen Hof pflegte.

- Schliemann hatte nur Probleme mit der türkischen Regierung wegen seiner Ausgrabungen.

- Demetrius, der Sophia liebt, ist eine fiktive Figur.

- Es gibt im Film erhebliche fiktionale Freiheiten bei den Zeiten. Beispielsweise kennt Schliemann in der Szene, wo er die Wassertemperatur in den Bächen misst, Sophia noch gar nicht.

- Rudolf Virchow spielt erst ab 1875 eine Rolle bei Schliemann, im Film noch vor Beginn der Trojakampagne.